# Крупп, Альфред
Альфред Крупп (нем. Alfred Krupp; 26 апреля 1812 года, Эссен — 14 июля 1887 года, там же) — немецкий промышленник и изобретатель; крупнейший поставщик оружия своей эпохи, что дало ему прозвище «пушечный король».

## Биография
Альфред Крупп, сын Фридриха Круппа и его жены Терезии Хелены Иоганны Вильгельми (1790—1850), родился в 1812 году. Его отцу не удалось при жизни поставить основанную им фабрику на ноги. Он умер в 1826 году, когда Альфреду Круппу было 14 лет. В это время семья жила у тёти в Меттернихе. Предприятие, которое на тот момент имело всего семь рабочих мест и долг в 10 000 талеров, перешло по наследству жене Фридриха Терезии. Совместно с сестрой Фридриха Круппа, Хеленой фон Мюллер, урождённой Крупп, была основана сталепромышленная компания. Договор об учреждении компании был подписан всеми наследниками Фридриха и его сестры Хелены. Альфред бросил школу и принял на себя руководство фирмой, хотя официально фирма принадлежала его матери. К 1830 году ситуация изменилась. С развитием железнодорожного транспорта в Германии и Европе сильно возросла потребность в стали для производства рельсов и осей паровозов. 26 августа 1830 года Крупп, после преодоления некоторых трудностей в производстве стали, впервые поставляет вальцы из литой стали для фирмы «Хюзекен» в Хаген-Хоэнлимбурге.
Создание Германского таможенного союза способствовало грузовым перевозкам в Германии. В 1836 году у Круппа работали уже 60 человек. О своих «круппианцах», как их стали называть позже, Альфред Крупп заботился всю свою жизнь. Он ввёл страхование на случай болезни и строил квартиры для рабочих. В обмен он требовал от них лояльности по отношению к фирме.
В 1838 году Крупп запатентовал вальцы для производства стальных ложек и вилок. В последующие годы Альфред объехал всю Европу в поисках клиентов. Хотя фирма и расширилась, но она постоянно находилась под угрозой банкротства. В Нижней Австрии он совместно с банкиром и предпринимателем Александром Шелером основал Берндорфский завод металлических изделий, на котором изготовлялись сначала столовые приборы из серебра, а позже из сплава «альпака». По возвращении Круппа в Германию он передал завод своему брату Герману Круппу.
Производство оружия первоначально было хобби Круппа. После семилетних попыток он вручную отлил в 1843 году первый ствол винтовки. Первые попытки продать стальное огнестрельное оружие не увенчались успехом, так как военные больше доверяли проверенной временем бронзе. По их мнению, сталь была слишком близка к железу, которое было хрупким и потому непригодным для производства оружия.
В 1847 году была отлита первая стальная пушка Круппа, она была предоставлена прусскому военному министерству для ознакомления. Однако её сразу сдали в арсенал и испытали только через два года. Хотя результат испытаний превзошёл все ожидания, министерство не видело основания заказывать эти пушки.

## Подъём производства

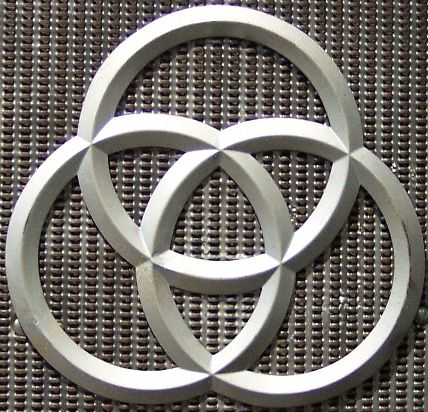
Логотип фирмы «Крупп»

Окончательный прорыв был совершён Альфредом Круппом благодаря изобретению им бесшовного колеса для железнодорожных составов в 1852—1853 годах. В течение десятилетий эти колёса являлись основным продуктом Круппа, и большинство американских железных дорог использовали колёса Круппа. Поэтому логотипом фирмы «Крупп» является не пушка, а три лежащих друг на друге колеса. В результате этого первого подъёма в 50 годах XIX столетия в фирме работало уже около тысячи рабочих.
В 1853 году Альфред Крупп женился на Берте Айххоф, которая была моложе его на двадцать лет. У них родился сын Фридрих, но брак был несчастливым. Круппа интересовало исключительно собственное предприятие, на котором он проводил всё своё время. Его жена не смогла жить в Эссене, который она не любила из-за его промышленного загрязнения. Поэтому Берта большую часть года жила с маленьким Фридрихом в Италии.
В 1857 году Альфред разработал новую версию казнозарядной пушки. Когда он предложил купить её прусским военным в 1858 году, они не согласились, так как у них были справедливые сомнения в надёжности её затворов. Тем не менее, Крупп не отступил от своей цели стать поставщиком оружия, и в апреле 1860 года он продал первые стальные пушки: Пруссия заказала 312 шестифунтовых дульнозарядных орудий.
Объёмы продаж оружия наращивались очень быстрыми темпами. Крупп поставлял пушки во все европейские страны, за исключением Франции. Это привело к дальнейшему росту предприятия и внедрению инновационных технологий в производство.
В 1861 году Крупп разработал весящий несколько тонн кузнечный паровой молот «Фриц», что сделало возможным массовое производство стали с помощью новых технологий. Технология Бессемера, которую он купил в Великобритании, и технология Мартина Сименса были впервые введены в Германии на заводе Круппа. Технология Бессемера позволяла производить сталь из чугуна путём продувки воздуха и ускоряла процесс превращения железа в сталь от 24 часов пудлингования до 20 минут фришевания, что существенно облегчало производство.
Не в последнюю очередь благодаря превосходству стальных орудий Круппа над датскими бронзовыми пушками Пруссия выигрывает в 1864 году войну с Данией. В 1866 году в Австро-прусской войне впервые в истории друг перед другом оказались войска, оснащённые Круппом. Годом позже Круппом был усовершенствован затвор казнозарядной пушки. Война с Францией была выиграна благодаря военному гению Мольтке, и благодаря дальнобойности прусских стальных пушек, превышающей дальнобойность французских бронзовых пушек в два раза, что сделало Круппа богачом.

## Самое крупное предприятие Европы

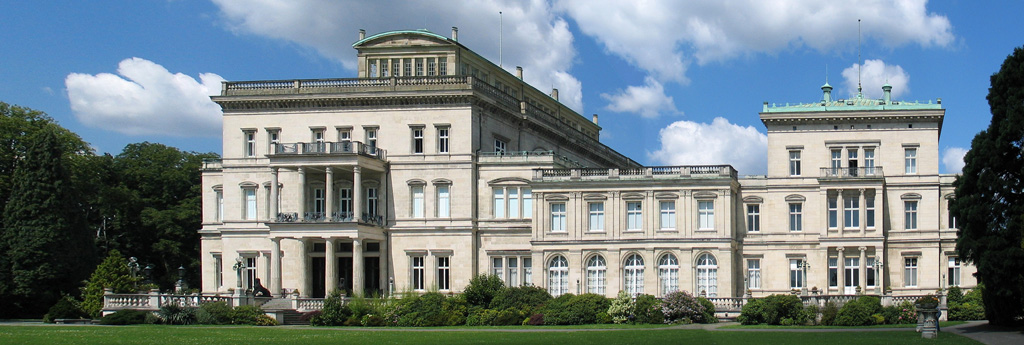
Фамильная вилла Хюгель (вид с юга)

В первые годы существования Германской империи («второго рейха») объём производства тяжёлой промышленности удвоился, и фирма Круппа стала самым крупным предприятием Европы. Эссен стал городом Круппа, и численность его населения возросла до десяти тысяч жителей. Несмотря на это Крупп постоянно находился под угрозой банкротства, например в 1874 году во время финансового кризиса тяжёлой промышленности вследствие перепроизводства. В результате Крупп задолжал банкам значительную сумму в 30 миллионов марок, но достаточно быстро ликвидировал задолженность благодаря буму железнодорожного транспорта в Соединённых Штатах Америки.
В то же время шло строительство здания виллы «Хюгель», великолепного «фамильного замка» Круппов, чью техническую часть разработал лично Альфред Крупп. Из страха перед пожарами здание было построено без применения воспламеняющихся материалов и стало благодаря своим техническим усовершенствованиям (отопление, лифты для подачи блюд) символом индустриализации.
В 1872 году в ответ на организованную в 1871 году социал-демократической рабочей партией (SDAP) всеобщую забастовку Крупп опубликовал «Всеобщую директиву» (нем. Generalregulativ), которая была роздана всем рабочим. В её 72 параграфах, которые действовали до конца существования семейного предприятия (1967), педантично описывались права и обязанности «круппианцев».
Вменяемые рабочим обязанности были жёсткими, но взамен им предоставлялись значительные социальные привилегии. Так, рабочие могли получать более дешёвое жильё и страхование по болезни. Впервые в Германии тем, кто всю жизнь отработал у Круппа, дополнительно предоставлялась пенсия. Если работника увольняли, все эти привилегии им терялись. Появившееся через несколько лет социальное законодательство Отто фон Бисмарка в значительной мере ориентировалось на «Всеобщую директиву» Круппа.
В 80-е годы XIX века конкуренция с американской сталеплавильной промышленностью достигла своего пика. Крупп потерял американский рынок и вместе с ним свою основную часть рынка сбыта — колёса железнодорожных составов. Отныне он концентрировал свои усилия на производстве и разработке вооружения. То же относилось к двум его главным конкурентам: французу Анри Шнайдеру (Schneider et Cie) и англичанину Уильяму Армстронгу. Они втроём запустили гонку вооружений, результатом которой стали битвы вооружения Первой мировой войны.

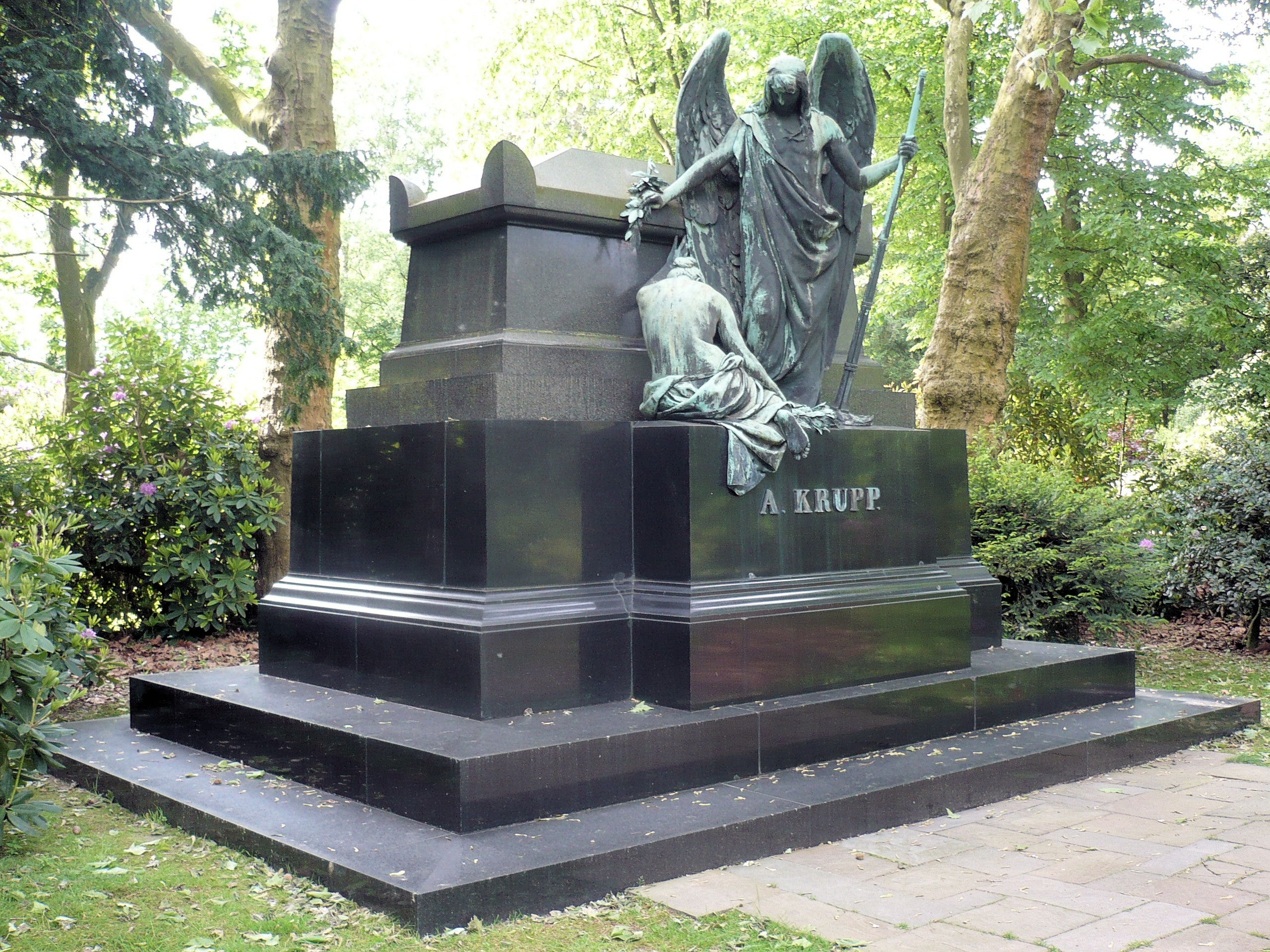
Могила Альфреда Круппа

Тем временем в Германии Альфред Крупп боролся против Социалистической рабочей партии. Он не столько опасался стать банкротом после претворения в жизнь социалистических идей, сколько рассматривал своих рабочих как свою собственность, которой хотел привить посредством распоряжений и директив нужное ему мнение. Были введены так называемые «чёрные списки» рабочих, принимавших участие в демонстрациях. Оказавшихся в списке рабочих увольняли или не принимали на работу. Перед каждыми выборами в рейхстаг рабочим приказывали не голосовать за Социалистическую рабочую партию.
В 1887 году 75-летний Альфред Крупп умер от инфаркта. Его сын, Фридрих Альфред Крупп унаследовал фирму, насчитывавшую к тому времени 20 000 рабочих.

## Личность Альфреда Круппа
Альфред Крупп был необычным человеком. С одной стороны он был неутомимым работником, который никогда не почивал на лаврах. С другой стороны он был ипохондрик в высшей степени, который страдал депрессиями и целыми неделями и месяцами не покидал постели.
Он представлял себе работодателя — патриархом, требующим от своих работников не только уважения, но и послушания и предоставляющего им за это обеспеченное существование. Он был высокого мнения о себе как о предпринимателе. В своей вилле Хюгель он принимал первых лиц Европы. Короли и императоры приезжали к нему в гости не на приёмы, а в качестве клиентов. Поэтому в 1865 году он отказался от дарованного ему королём Пруссии дворянского титула как «несоответствующего его желаниям». Его звали Крупп, и этого было достаточно.
Известна склонность Круппа к графомании. У него была огромная потребность высказываться, и он написал в течение своей жизни несколько тысяч писем — иногда одному и тому же человеку по несколько писем в день. Он издал огромное количество директив для своих рабочих. В 1877 году Крупп обратился к рабочим со «словом к подчинённым». В нём говорилось: «Это я внедрял изобретения и создаю новые производства, а не рабочий. Он должен быть удовлетворён своим жалованием, а получаю ли я прибыли или несу убытки, это моё личное дело…».
Крупп всегда восхищался Англией. Поэтому он называл себя Альфред, а не своим именем при крещении Альфрид.
Существует исторический анекдот, что Крупп любил запах конского навоза и поэтому приказал выстроить свой рабочий кабинет над конюшнями виллы Хюгель. Известен и его страх перед пожарами, из-за которого всё внутреннее убранство виллы было сделано из невоспламеняющихся материалов.
Существующий почти полтора века концерн начинал с производства бесшовных железнодорожных колес (об этом указывала и его эмблема: три переплетенных между собою кольца). Уже в Первую мировую войну позиция «Krupp» была проста: заработать сколько возможно на войне и фирма весь свой потенциал направила на обслуживание нужд армии — пушки, боеприпасы, новые виды вооружения. Ничем не изменилась концепция концерна с приходом к власти нацистов, на тот момент мирно выпускающего сельскохозяйственную технику, но благоразумно имея ещё со времен Первой мировой пару артиллерийских заводов, перевезенных в Швецию, с полным штатом конструкторов и других ценных кадров. «Krupp» становится главным исполнителем военных заказов гитлеровской Германии, изготовляя танки, самоходные артиллерийские установки, пехотные грузовики, разведывательные автомобили.
Хотя по решению Ялтинской и Потсдамской конференции концерн подлежал полному уничтожению, этого не произошло — уже в 1951 году Альфрида Круппа выпустили на свободу и вернули ему все состояние. Альфрид Крупп принял руководство компанией и добился отмены постановления о ликвидации концерна. Через два десятка лет штат фирмы достиг 100 тысяч сотрудников.
В 1999 году «Krupp» объединился со вторым немецким гигантом «Thyssen AG» и сейчас «ThyssenKrupp AG» — ведущий производитель стали в мире.